# Alfred Rasenberger
Alfred Rasenberger (* 1885 in Düsseldorf; † 1948 ebenda) war ein deutscher Landschaftsmaler der Düsseldorfer Schule.

## Leben
Rasenberger studierte Malerei an der Kunstakademie Düsseldorf. Dort waren Eugen Dücker, Max Clarenbach, Ernst Roeber und Willy Spatz seine Lehrer. Rasenberger war Mitglied des Künstlervereins Malkasten. Oft malte er gemeinsam mit seinen Brüdern Ernst und Reinhold Rasenberger (1878–1939) sowie seinem Freund Arthur Bell (1876–1966). Der Maler Gernot Rasenberger (* 1943) ist sein Enkel.
Rasenberger war u. a. 1938 und 1943 auf der Großen Deutschen Kunstausstellung in München vertreten. 1938 kaufte dort Hitler Rasenbergers Ölgemälde „Winter am Niederrhein“ für 1200 RM und 1943 die Oberste SA-Führung das Ölbild „Niederrheinisches Land“ für 3000 RM.

## Werke (Auswahl)

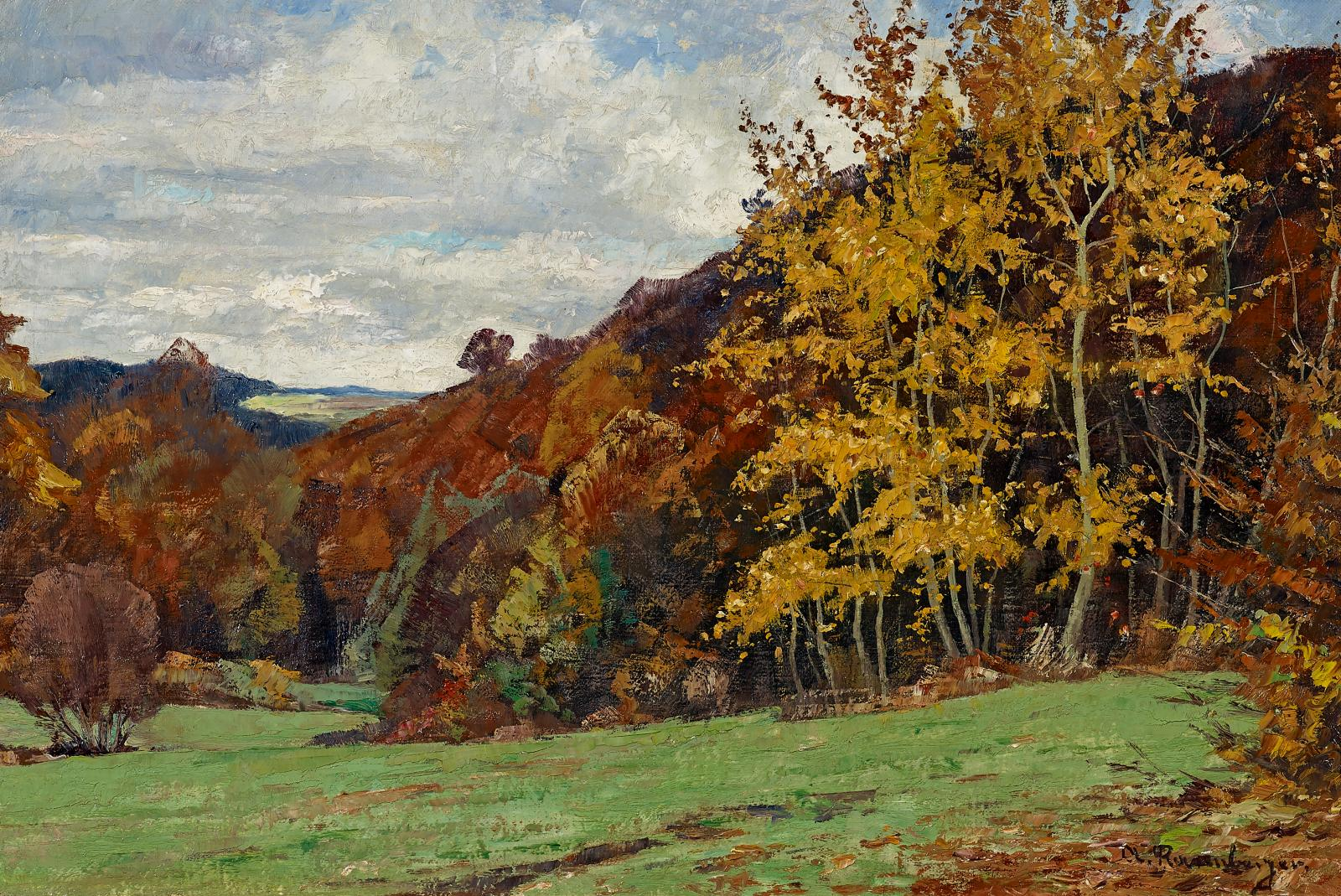
Herbstlandschaft

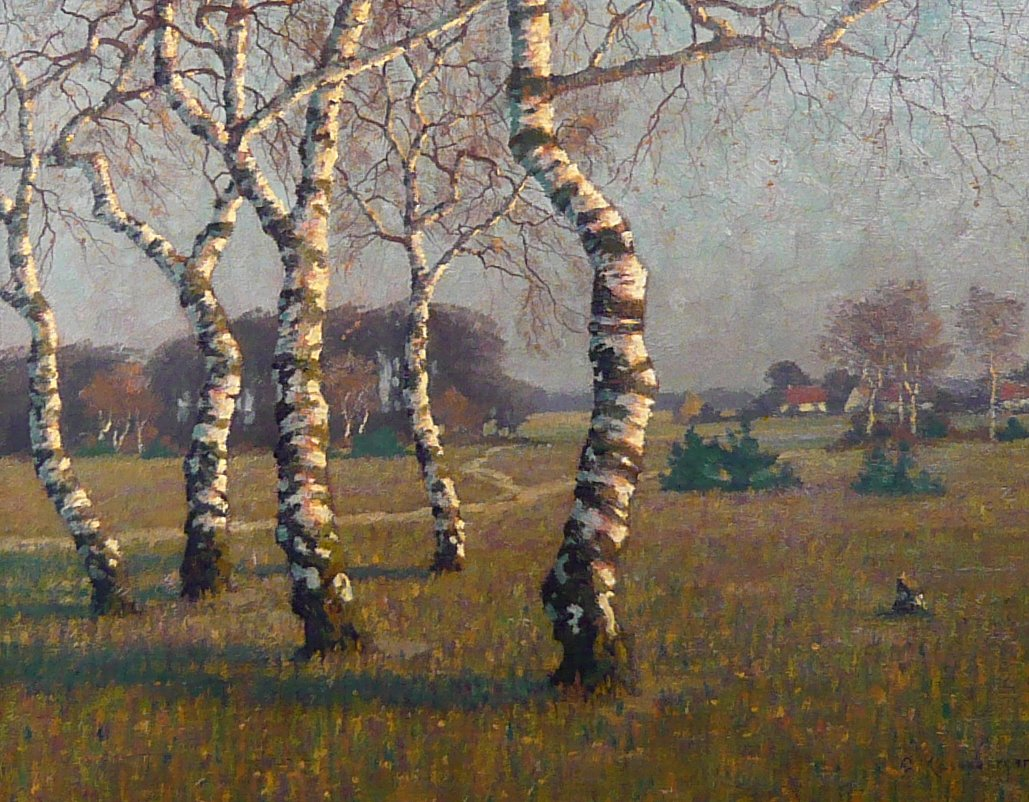
Landschaft mit Birken

Rasenberger schuf vor allem Gemälde von rheinischen Landschaften, insbesondere aus Düsseldorf, vom Niederrhein und nahen Mittelgebirgsregionen, oft in herbstlichen und winterlichen Stimmungen sowie in Abendlicht und bei gedecktem Himmel.
- Niederrheinische Dorflandschaft im Winter, 1916
- Niederrheinische Landschaft mit Blick auf ein Dorf, 1916
- Winter an der Erft, 1919
- Im Mittelgebirge, 1930
- Herbstlicher Rhein, um 1930
- Blick auf Schlangenbad im Taunus
- Eis auf dem Rhein
- An der Roer bei Linnich
- Porträt einer alten Frau in bäuerlichem Interieur
- Am Yachtclub bei Düsseldorf
- Winter am Niederrhein
- Herbsttag am Eiskellerberg